# Alfalfa County
Alfalfa County je okres ve státě Oklahoma ve Spojených státech amerických. K roku 2010 zde žilo 5 642 obyvatel. Správním městem okresu je Cherokee. Celková rozloha okresu činí 2 283 km².